# Ніколаос Маврокордатос
Ніколаос Маврокордатос (грец. Νικόλαος Μαυροκορδάτος, рум. Nicolae Mavrocordat; 3 травня 1670 — 3 вересня 1730) — політичний діяч Османської імперії, походив зі знатного грецького роду фанаріотів, великий драгоман Дивана (1697), пізніше в різні роки — господар Молдови і князь Волощини, просвітитель. Його молодший брат Іоанніс Маврокордатос також займав посади Великого драгомана, господаря Валахії і Молдови.

## Правління
Ніколаос Маврокордатос був зміщений з посади господаря Молдови і замінений Дмитром Кантемиром через підозри з боку султана Ахмеда III, однак незабаром після переходу Кантеміра на бік Росії відновлений на молдовському престолі. Друге правління Маврокордатоса вважається початком монархічної династії фанаріотів, оскільки з цього часу турки не дотримувалися права молдовських бояр на обрання господаря.
Незабаром після цього він поступився молдовським престолом Міхаю Раковиці і став правителем Валахії, першим з фанаріотів на волоському престолі — після того, як внаслідок повстання Штефана Кантакузена турки вирішили відмовитися від виборності волоських монархів. Як повідомляв Антон Марія дель К'яра, флорентійський секретар Костянтина Бринковяну, Маврокордатос катував та іншими способами переслідував волоських бояр, які підтримували Кантакузена і навіть наказав стратити сина Штефана.
1716 року під час австро-турецької війни, Маврокордатос намагався відбити вторгнення Габсбургів, однак власні бояри його зрадили,  і він змушений утікати в місто Русе, де знаходилися оттоманські війська. За допомогою турків повернувся в Бухарест і стратив ряд своїх супротивників, серед яких був Лупу Костакі, однак незабаром був скинутий під час захоплення міста військами принца Євгена Савойського і утримувався у полоні в Сібіу.
До 1719 року замість нього правив його брат Іван. 1719 року він був відновлений на престолі в результаті Пожаревацького миру, за яким країна поступилася своєю західною околицею Олтенією Габсбургам. Друге правління настало слідом за періодом великих лих, серед яких була епідемія бубонної чуми (в результаті якої, імовірно, помер і його брат Іван) і велика пожежа в Бухаресті.
Ніколаос Макрокордатос помер у Бухаресті. На волоському престолі 1730 року йому успадковував його син Константінос Маврокордатос, який до 1769 року шість разів займав волоський престол і п'ять — молдовський. Звільнив від податків значну частину високопоставлених бояр. У той самий час був першим волосько-молдовським правителем, який зрозумів важливість монетарної економіки і занепаду помісних господарств.

## Культурні досягнення
Ніколаос Маврокордатос був першим з молдовсько-волоських правителів, що призначалися безпосередньо Оттоманською Портою. Однак він ввів при дворі грецькі манери, грецьку мову і грецькі костюми, і влаштував пишний двір за візантійським зразком.
З іншого боку, Маврокордатос зазнав впливу європейської доби Просвітництва — він заснував ряд бібліотек, наказав спорудити монументальний Бухарестський монастир і монастир Ставрополеос. Був автором «Книги служб» («Περί των καθηκόντων», лат.Liber де Officiis, Бухарест, 1719). Також написав роман грецькою мовою «Розваги Філофея» («Φιλόθεου πάρεργα»). Бібліотека Ніколаоса Маврокордатоса була однією з найбільших у Європі.
Будучи поліглотом, він оточив себе освіченими людьми з багатьох країн Європи, серед яких були Даніель де Фонсека і Штефан Берглер. Вів листування з великими релігійними фігурами свого часу, серед яких були теолог Жан Леклерк, Вільям Вейк, архієпископ Кентерберійський, і Хрисанф, патріарх Єрусалимський. Сам був вельми обізнаний в історії та політиці Великої Британії.

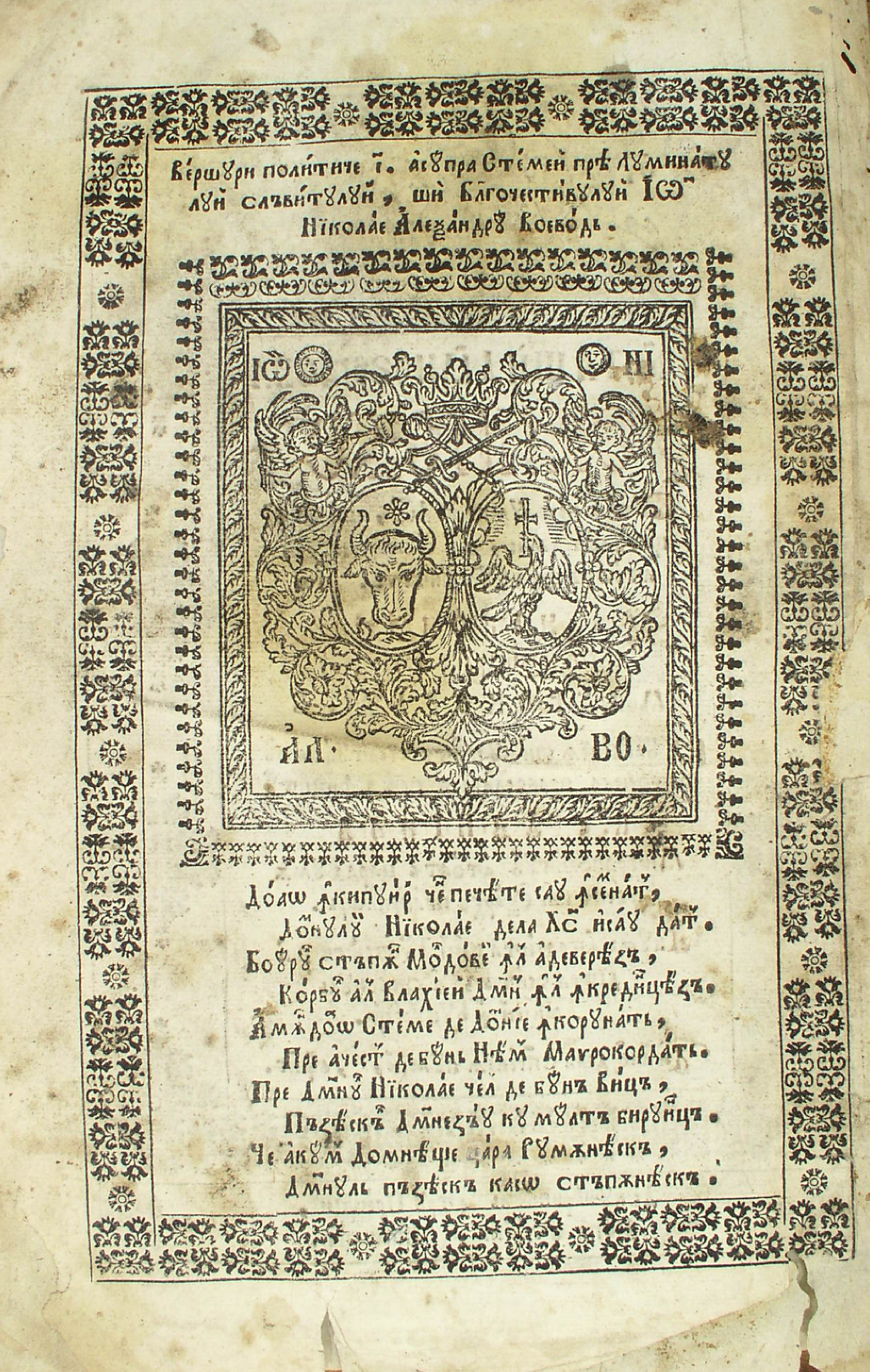
Сторінка «Священної і божественної книги псалмів» (1723, бібліотека монастиря Ставрополеос, надрукована за його правління
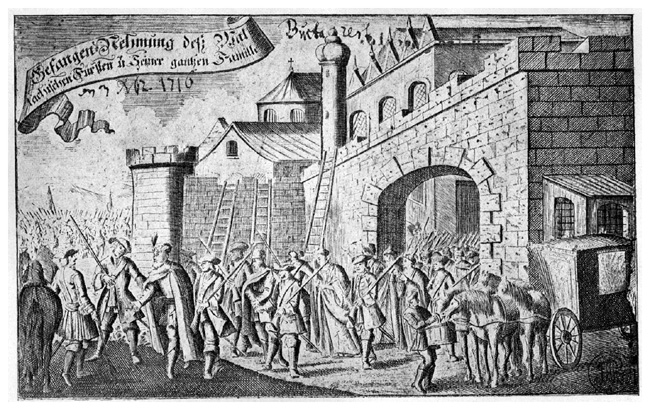
Арешт Ніколаоса Маврокордатоса австрійськими військами (1716).
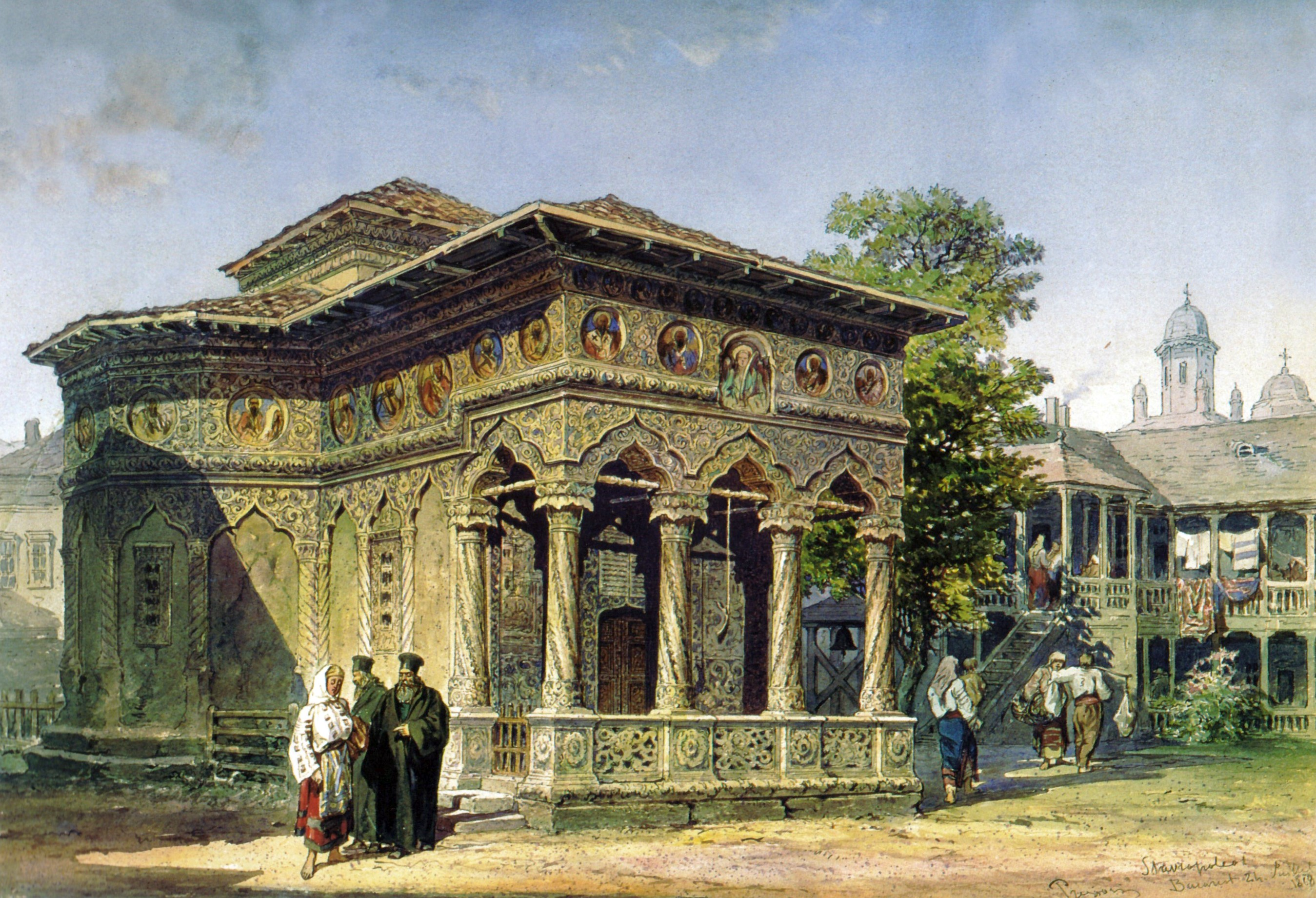
Монастир Ставрополеос. Літографія 1868 року, автор Амадео Прецезі.